# Tom Clancy’s Jack Ryan/Staffel 4
Die vierte und letzte Staffel der US-amerikanischen Actionthriller-Fernsehserie Tom Clancy’s Jack Ryan besteht aus sechs Episoden und erschien vom 30. Juni bis zum 14. Juli 2023 bei Amazon Prime Video.

## Episoden
| Nr. (ges.) | Nr. (St.) | Deutscher Titel      | Originaltitel    | Erstveröffentlichung USA | Deutschsprachige Erstveröffentlichung (D/A/CH) | Regie        | Drehbuch                                |
| ---------- | --------- | -------------------- | ---------------- | ------------------------ | ---------------------------------------------- | ------------ | --------------------------------------- |
| 25         | 1         | Triage               | Triage           | 30. Juni 2023            | 30. Juni 2023                                  | Lukas Ettlin | Vaun Wilmott, Aaron Rabin & Steven Kane |
| 26         | 2         | Konvergenz           | Convergence      | 30. Juni 2023            | 30. Juni 2023                                  | Jann Turner  | Aaron Rabin                             |
| 27         | 3         | Opfer                | Sacrifices       | 7. Juli 2023             | 7. Juli 2023                                   | Shana Stein  | Jada M. Nation                          |
| 28         | 4         | Bethesda             | Bethesda         | 7. Juli 2023             | 7. Juli 2023                                   | Jann Turner  | Robert Port & Aaron Rabin               |
| 29         | 5         | Wukong               | Wukong           | 14. Juli 2023            | 14. Juli 2023                                  | Lukas Ettlin | Joe Greskoviak & Aaron Rabin            |
| 30         | 6         | Machbarkeitsnachweis | Proof of Concept | 14. Juli 2023            | 14. Juli 2023                                  | Lukas Ettlin | Aaron Rabin                             |